# Noyers (Loiret)
 Noyers  es una población y comuna francesa, situada en la región de Centro, departamento de Loiret, en el distrito de Montargis y cantón de Lorris.

## Demografía
| 311 | 330 | 393 | 504 | 543 | 672 |
| Para los censos de 1962 a 1999 la población legal corresponde a la población sin duplicidades (Fuente: INSEE [Consultar]) |     |     |     |     |     |